# Брейді Тауншип (округ Лайкомінг, Пенсільванія)
Брейді Тауншип (англ. Brady Township) — селище (англ. township) в США, в окрузі Лайкомінг штату Пенсільванія. Населення — 501 особа (2020).

## Демографія
Згідно з переписом 2010 року, у селищі мешкала 521 особа в 195 домогосподарствах у складі 157 родин. Було 203 помешкання
Расовий склад населення:
| - 98,5 % — білих - 0,4 % — азіатів |

До двох чи більше рас належало 1,2 %. Частка іспаномовних становила 0,4 % від усіх жителів.
За віковим діапазоном населення розподілялося таким чином: 24,6 % — особи молодші 18 років, 64,3 % — особи у віці 18—64 років, 11,1 % — особи у віці 65 років та старші. Медіана віку мешканця становила 42,9 року. На 100 осіб жіночої статі у селищі припадало 113,5 чоловіків;  на 100 жінок у віці від 18 років та старших — 113,6 чоловіків також старших 18 років.
Середній дохід на одне домашнє господарство  становив 73 873 долари США (медіана — 70 938), а середній дохід на одну сім'ю — 80 603 долари (медіана — 73 482). Медіана доходів становила 46 458 доларів для чоловіків та 33 438 доларів для жінок. За межею бідності перебувало 5,1 % осіб, у тому числі 5,5 % дітей у віці до 18 років та 0,0 % осіб у віці 65 років та старших.
Цивільне працевлаштоване населення становило 279 осіб. Основні галузі зайнятості: виробництво — 19,4 %, освіта, охорона здоров'я та соціальна допомога — 14,7 %, роздрібна торгівля — 14,3 %.